# Zarewna
Zarewna (russisch Царевна, „Zarentochter“) war die übliche Bezeichnung für die/eine russische (Kron-)Prinzessin, seit der Annahme des Zarentitels durch Iwan IV., dem Schrecklichen, im Jahre 1546. In Russland selbst erhielt die/eine (Kron-)Prinzessin den Titel einer Großfürstin, später den einer Zarewna.
Eine der bekanntesten Zarewnas war Anastasia Nikolajewna Romanowa, die gemeinsam mit ihrem Bruder, dem Zarewitsch Alexej Nikolajewitsch, ihren Eltern und ihren Schwestern im Juli 1918 von Bolschewiki ermordet wurde.
Das männliche Pendant bezeichnet man als Zarewitsch (russisch Царевич, „Zarensohn“, „Kaisersohn“).